# 순다 해협

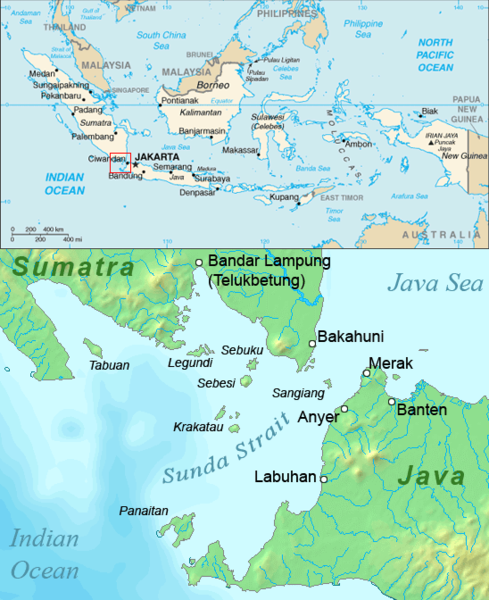
순대 해협

순다 해협(인도네시아어: Selat Sunda)은 자와섬과 수마트라섬을 가르는 해협이다. 자와해와 인도양을 잇는다. 해협의 동쪽이 좁아지며, 가장 좁은 부분은 약 24km이다. 크라카타우섬 등 화산섬을 포함해 여러 크고 작은 섬들이 있다.

## 같이 보기
- 순다 해협 대교(SSB)
- 순다랜드